# Anikv
Anikv, pseudonimo di Anna Karenovna Ovanova (in russo Анна Кареновна Онанова?; Tbilisi, 29 aprile 1995), è una cantante georgiana naturalizzata russa.

## Biografia
Nata nella capitale georgiana, Ovanova ha lasciato la Georgia per stabilirsi nella Federazione Russa da piccola, dove ha frequentato le scuole e l'università. È salita alla ribalta dopo aver partecipato a Pesni, show trasmesso da TNT, che le ha permesso di firmare un contratto con la Gazgolder, etichetta gestita da Basta. L'album in studio d'esordio, dal titolo Starše, è stato pubblicato nel maggio 2020 e contiene l'estratto Menja ne budet, promosso con un'esibizione a Večernij Urgant e un video a suo supporto.
È poi uscito l'EP Kinoseans, costituito da quattro tracce. Con Ogni ha ottenuto la sua prima entrata nella Russia Songs, mentre con Tesno ha fatto l'ingresso nella Singlų Top 100 della AGATA al 51º posto.
Broken Season, il secondo disco dell'artista, è stato presentato nel marzo 2023. È successivamente partita la tournée Pervyj tur, riuscendo pure a prendere parte al VK Fest.

## Discografia

### Album in studio
- 2020 – Starše
- 2023 – Broken Season

### EP
- 2020 – Kinoseans

### Singoli
- 2019 – Miss ju
- 2019 – By Myself (con Kirill Mednikov)
- 2019 – Virgin School Love
- 2019 – Ballerina
- 2019 – Jarko
- 2019 – Ženščina plačet
- 2020 – Putanica
- 2020 – Menja ne budet (feat. Saluki)
- 2020 – Criminal
- 2020 – Bylo ili net? (con Saluki)
- 2020 – Do svidanija
- 2021 – Slëz iz chrustalja
- 2021 – Zakrytyj klub (con M'Dee)
- 2021 – O čem mečtat?
- 2021 – Tam, gde chorošo
- 2021 – VPNP (feat. Vacío)
- 2022 – Ogni (feat. Saluki)
- 2022 – Zont (con Feduk)
- 2022 – Tesno (con Aarne e Bushido Zho)
- 2022 – Secret
- 2022 – Begi ot menja (con Kai Angel e 9mice)
- 2023 – Slov bol'še net
- 2024 – Sport (con Ėldžej)
- 2024 – Softcore
- 2025 – Bad Romance
- 2025 – GPT (con Ėldžej)

## Tournée
- 2024 – Pervyj tur